# Bajrang Punia
Bajrang Punia (né le 26 février 1994 dans le district de Jhajjar) est un lutteur indien, spécialiste de lutte libre.

## Carrière
Il remporte le titre lors des Jeux asiatiques de 2018 à Jakarta, après avoir remporté celui des Jeux du Commonwealth de 2018.
Le 5 juillet 2021, il est nommé porte-drapeau de la délégation indienne aux Jeux olympiques d'été de 2020 pour la cérémonie de clôture par l'Association olympique indienne.

## Palmarès

### Championnats du monde
- Médaille d'argent dans la catégorie des moins de 65 kg aux Championnats du monde 2018 à Budapest
- Médaille de bronze dans la catégorie des moins de 65 kg aux Championnats du monde 2019 à Noursoultan

### Championnats d'Asie
- Médaille d'or dans la catégorie des moins de 65 kg aux Championnats d'Asie 2019 à Xi'an
- Médaille d'or dans la catégorie des moins de 65 kg aux Championnats d'Asie 2017 à New Delhi
- Médaille d'argent dans la catégorie des moins de 65 kg aux Championnats d'Asie 2021 à Almaty
- Médaille d'argent dans la catégorie des moins de 65 kg aux Championnats d'Asie 2020 à New Delhi
- Médaille d'argent dans la catégorie des moins de 61 kg aux Championnats d'Asie 2014 à Almaty
- Médaille de bronze dans la catégorie des moins de 65 kg aux Championnats d'Asie 2018 à Bichkek
- Médaille de bronze dans la catégorie des moins de 60 kg aux Championnats d'Asie 2013 à New Delhi

### Jeux asiatiques
- Médaille d'or dans la catégorie des moins de 65 kg aux Jeux asiatiques de 2018 à Jakarta
- Médaille d'argent dans la catégorie des moins de 61 kg aux Jeux asiatiques de 2014 à Incheon

### Jeux asiatiques en salle
- Médaille d'or dans la catégorie des moins de 65 kg aux Jeux asiatiques en salle de 2017 à Achgabat

### Jeux du Commonwealth
- Médaille d'or dans la catégorie des moins de 65 kg aux Jeux du Commonwealth de 2018 à Gold Coast

- Médaille d'argent dans la catégorie des moins de 61 kg aux Jeux du Commonwealth de 2014 à Glasgow